# NF-κB

Механізм дії NF-κB. На зображенні як приклад показаний гетеродимер NF-κB між білками Rel і p50. У неактивному стані NF-κB знаходиться в цитозолі, утворюючи комплекс з інгібуючим білком IκBα. Через цілісні мембранні рецептори різноманітні позаклітинні сигнали активують фермент ikB кіназу (IKK). IKK, у свою чергу, фосфорилює білок IκBα, що призводить до убіквітування, дисоціації комплексу IκBα-NF-κB і остаточної деградації IκBα протеасомою. Згодом активований NF-κB потрапляє в ядро, де зв'язується зі специфічними послідовностями, званими елементами відповіді (RE). Комплекс ДНК/NF-κB дає початок іншим білкам, таким як коактиваторна РНК-полімераза, яка транскрибує ДНК у месенджерну РНК, яка, у свою чергу, перетворюється на білки, які викликають зміну функції клітини.

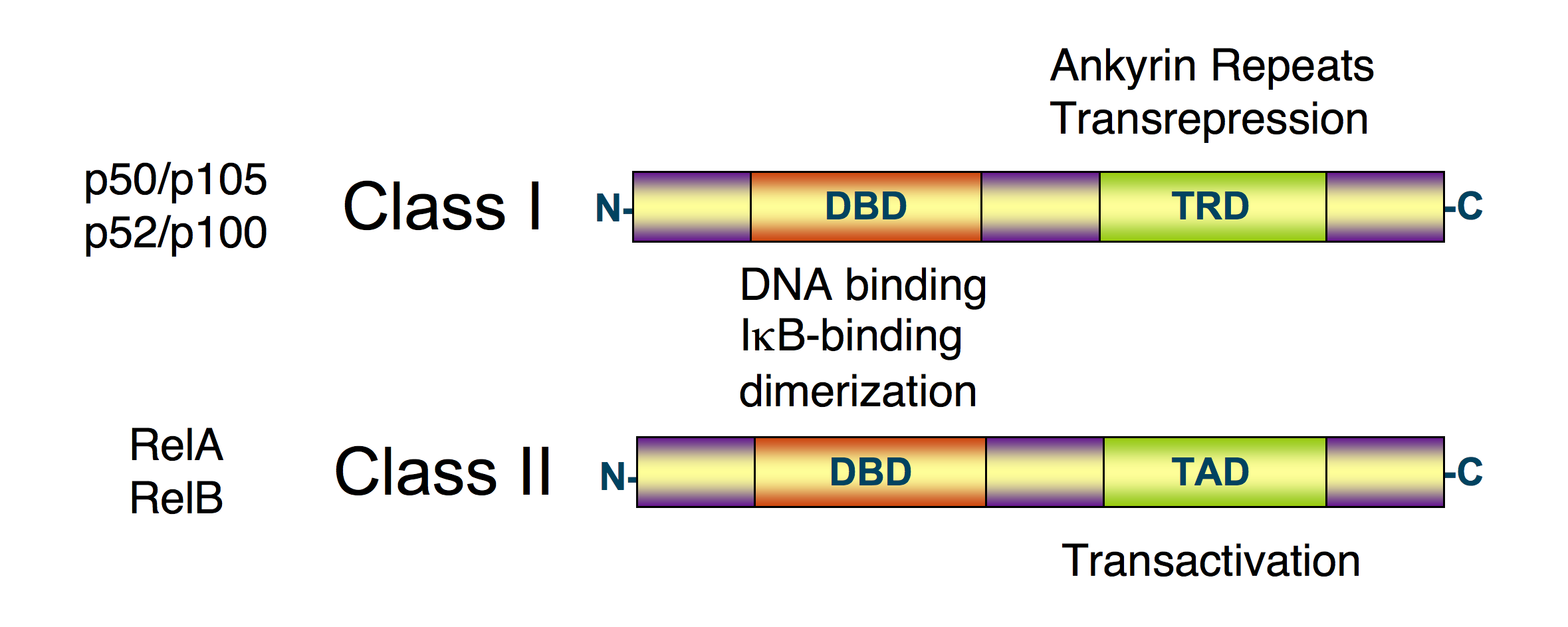
Принципова схема будови білка NF-κB. Існує два типи структур білків NF-κB: клас I (верхній) і клас II (нижній). Обидва класи містять N-кінцевий домен ДНК (DBD), який також служить інтерфейсом димеризації для інших факторів транскрипції NF-κB і який також зв'язується з інгібуючим білком IκBα. С-кінець білків класу I містить ряд повторів і має трансрепресійну активність. З іншого боку, С-кінець білків класу II виконує функцію трансактивації.

NF-kB (підсилювач легкого ланцюга ядерного фактора каппа активованих В-клітин) — білковий комплекс, який контролює транскрипцію ДНК. NF-kB міститься в більшості типів клітин тварин і бере участь у клітинній відповіді на такі подразники, як стрес, цитокіни, ультрафіолетове випромінювання, окислені ЛПНГ та бактеріальні або вірусні антигени. NF-κB відіграє ключову роль у регуляції імунної відповіді внаслідок інфекції (каппа-легкі ланцюги є ключовими компонентами імуноглобулінів). Недостатня регуляція NF-kB пов'язана з раком, запальними та автоімунними захворюваннями, септичним шоком, вірусними інфекціями або неадекватним розвитком імунітету. Він також бере участь у синаптичній пластичності та процесах пам'яті.

## Відкриття
NF-κB був виявлений у лабораторії лауреатом Нобелівської премії Девідом Балтімором завдяки його взаємодії з послідовністю з 11 пар основ у енхансерній ділянці легкого ланцюга каппа імуноглобуліну в В-лімфоцитах.

## Структура
Усі білки родини NF-κB мають спільний домен гомології Rel на своєму N- кінці. Підродина білків NF-κB, включаючи RelA, RelB і c-Rel, має домен трансактивації на С-кінці. Навпаки, білки NF-κB1 та NF-κB2 синтезуються як попередники, p105 та p100, які після дозрівання утворюють субодиниці NF-κB, p50 та p52, відповідно. Дозрівання p105 і p100 опосередковується шляхом убіквітин / протеасома і включає селективну деградацію C-кінця ділянки, що містить анкіриновий повтор. У той час як утворення p52 з p100 є високорегульованим процесом, p50 утворюється конститутивним процесом p105.

## Члени
Члени родини NF-κB мають гомологічну структуру з ретровірусним онкобілком v-Rel, що призводить до їх класифікації як білків NF-κB/Rel.
Серед ссавців існує 5 членів родини NF-κB:
| Клас | Білок  | Псевдонім    | Ген   |
| ---- | ------ | ------------ | ----- |
| I    | NF-κB1 | p105 → p50   | NFKB1 |
| I    | NF-κB2 | p.100 → p.52 | NFKB2 |
| II   | RelA   | p.65         | RELA  |
| II   | RelB   |              | RELB  |
| II   | c-відн |              | REL   |

## Поширення та еволюція видів
Крім ссавців, NF-κB зустрічається і у безхребетних тварин. Серед них кнідарії (такі як морські анемони, корали або гідри), губки, еукаріотичний одноклітинний паразит Capsaspora owczarzaki та комахи (такі як молі, комарі та плодові мушки). Послідовність геномів комарів A. aegypti і A. gambiae, а також плодової мушки D. melanogaster дозволив провести порівняльні генетичні та еволюційні дослідження NF-κB. У цих видів комах активація NF-κB спричинена шляхом Toll (який розвинувся незалежно у комах і ссавців) та шляхом IMD (імунодефіциту).